# 下大利站

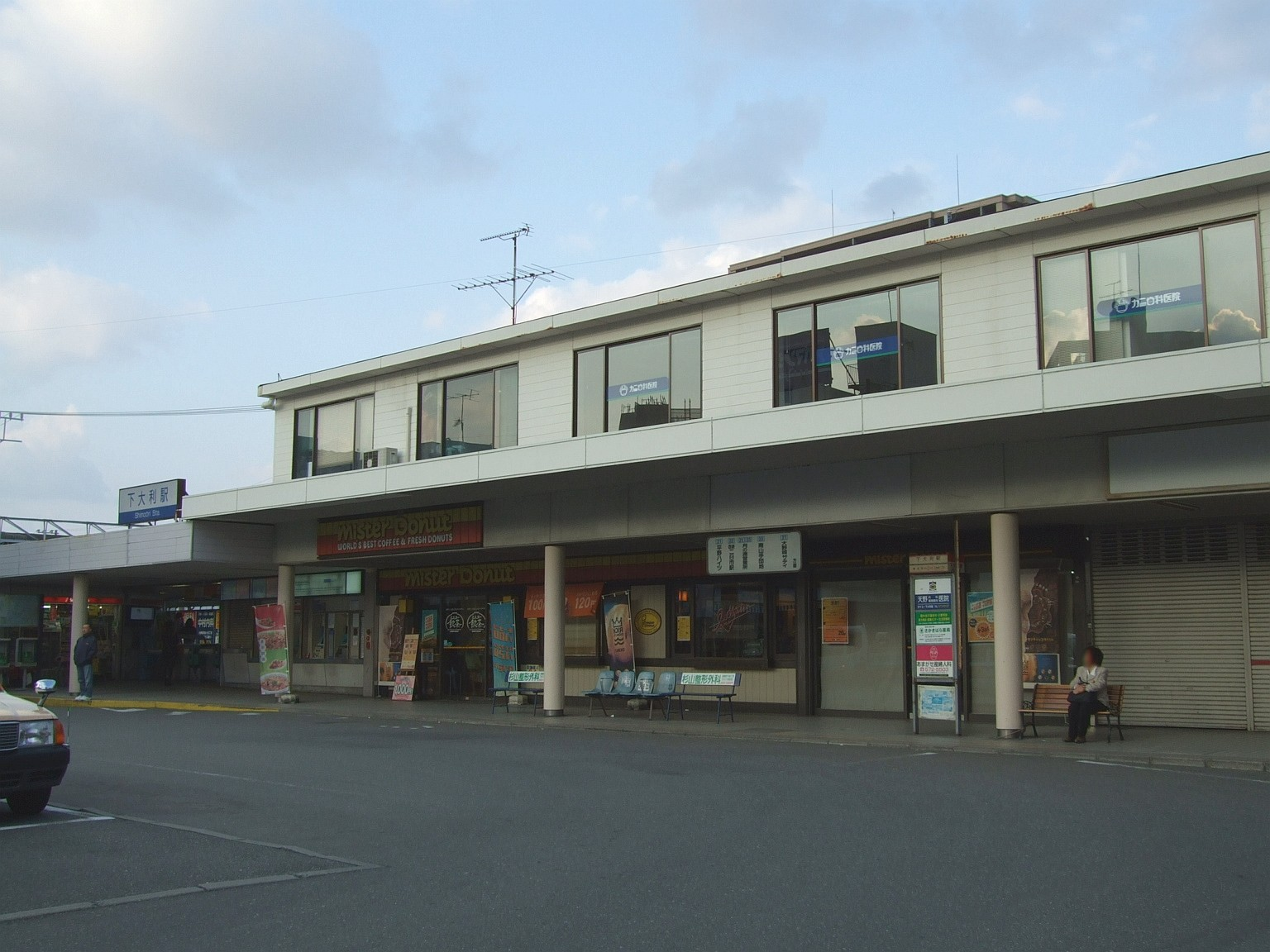
西出口（2007年）

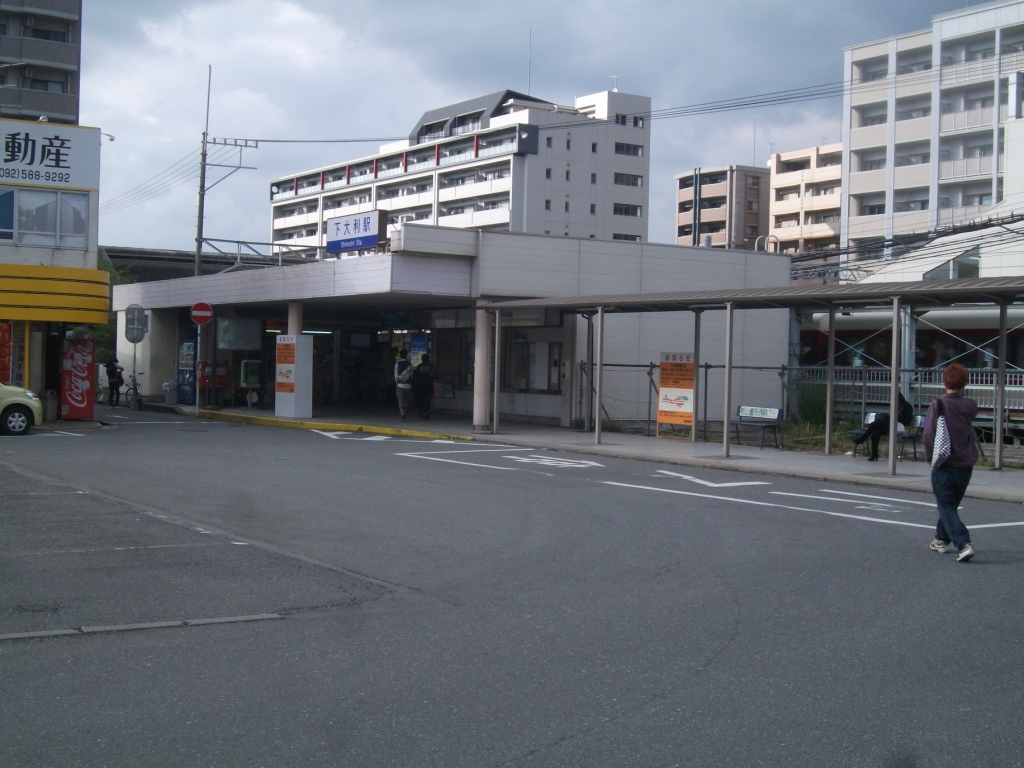
西出口（2013年）
隨著進行高架化工程，旁邊的建築物需要拆毀。

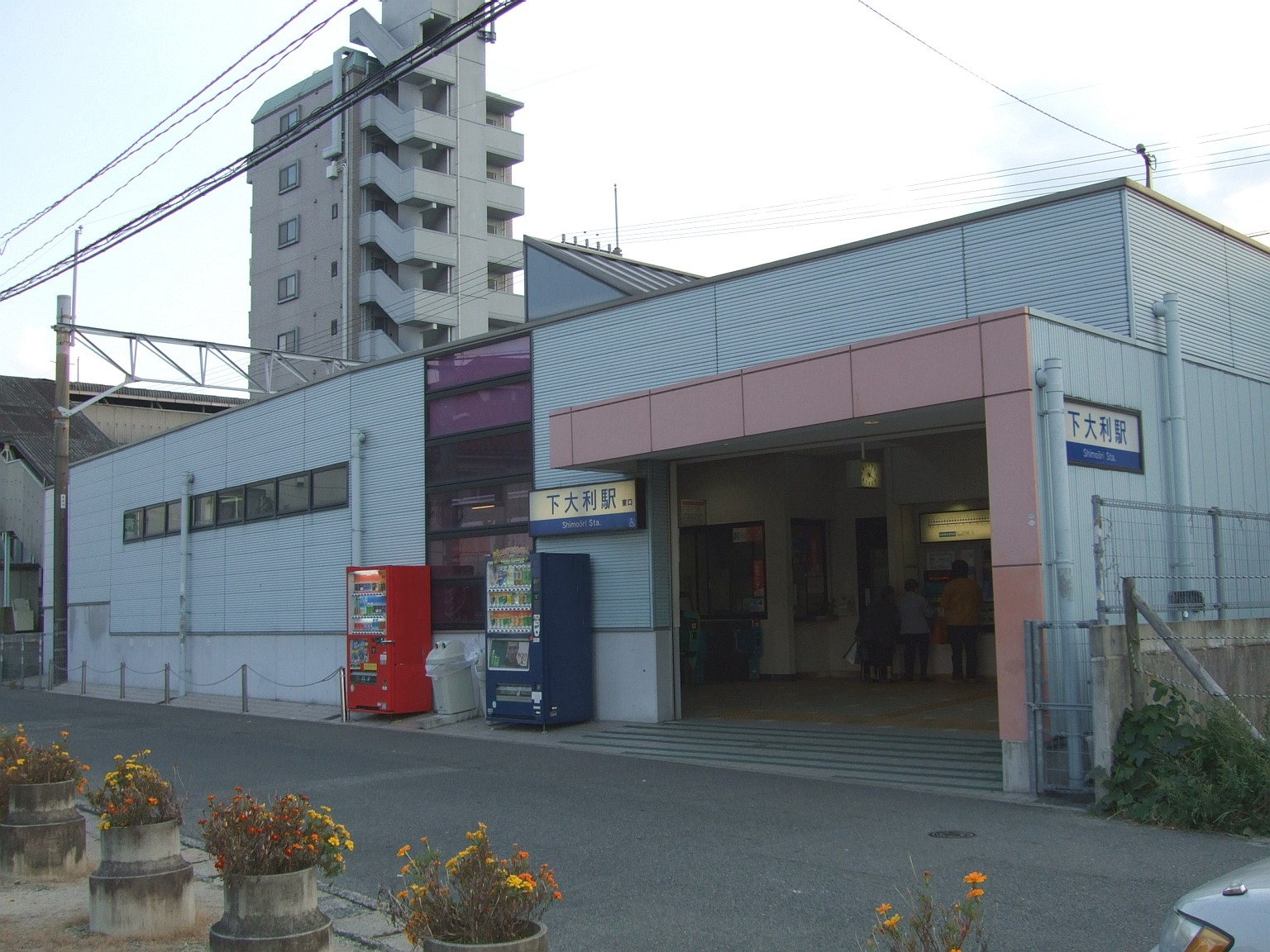
在1998年～2013年使用的東出口車站大樓

下大利站（日语：／ Shimoōri eki */?）是位於福岡縣大野城市下大利一丁目，西日本鐵道（西鐵）的天神大牟田線車站。車站編號為T11。
在2014年3月22日起，由於進行高架化工程，此站使用臨時路軌。臨時車站大樓位於前東出口車站大樓，於2013年4月6日開始使用。此站和鄰站白木原站之間的上行路軌將會使用臨時路軌，該路軌位於舊路軌的東邊。

## 歷史
- 1924年（大正13年）4月12日 - 車站啟用。
- 1968年（昭和43年）- 車站大樓翻新。
- 1989年（平成元年）9月1日 - 時間表修正後，此站成為急行停車站（但是於早上繁忙時間行走的8卡編成上行急行列車班次除外）。
- 1998年（平成10年）10月1日 - 開設東出口。
- 2001年（平成13年）1月20日 - 於此站通過的8卡編成急行，其列車類別改為快速急行，使此站所有急行均停站。
- 2008年（平成20年）5月18日 - 此站開始可以使用IC卡nimoca。
- 2013年（平成25年）4月6日 - 臨時車站大樓（跨站式站房，東出口）開始使用。
- 2014年（平成26年）3月22日 - 此站的路軌遷移至臨時路軌。舊西出口車站大樓關閉。
- 2017年（平成29年）2月1日 - 此站引入車站編號[3]。
- 2022年（令和4年）
  - 8月尾 - 預定高架化[4]。西鐵一方在2019年10月尾改變工期前[5]，預計在2021年3月高架化[4]。
  - 12月尾 - 預計工程完成[5]。

## 車站構造
車站是一座地面車站，設有2面2線的相對式月台。此站設有跨站式站房，共有東出口和西出口兩個出入口。此站是有人車站，設有自動售票機、自動閘機、定期票售票處。在1998年新設東出口後，於2013年4月開始使用跨站式站房。在臨時車站大樓中設有升降機和扶手電梯。在2014年3月22日起，此站的路軌使用臨時路軌，同時把舊西出口車站大樓拆卸。由於月台建設彎道中，月台與車廂之間會有空隙。另外，原本的車站大樓（西出口）設有Mister Donut，隨著進行高架化工程而需要撤走。

### 月台
| 月台 | 路線          | 上下行 | 方向                       |
| ---- | ------------- | ------ | -------------------------- |
| 1    | ●天神大牟田線 | 下行   | 久留米、大牟田、太宰府方向 |
| 2    | ●天神大牟田線 | 上行   | 福岡（天神）方向           |

## 使用狀況
在2019年度，1日平均上下車人次為15,548人。在西鐵車站中排名第11位。
以下為各年度1日平均乘車和上下車人次列表。
| 年度   | 1日平均 乘車人次 | 1日平均 上下車人次 |
| ------ | ---------------- | ------------------ |
| 1996年 | 10,726           | 21,225             |
| 1997年 | 10,378           | 20,562             |
| 1998年 | 9,893            | 19,655             |
| 1999年 | 9,394            | 18,705             |
| 2000年 | 9,063            | 18,134             |
| 2001年 | 8,817            | 17,644             |
| 2002年 | 8,527            | 17,019             |
| 2003年 | 8,374            | 16,790             |
| 2004年 | 8,036            | 16,140             |
| 2005年 | 8,014            | 15,838             |
| 2006年 | 7,976            | 15,929             |
| 2007年 | 7,921            | 15,817             |
| 2008年 | 7,871            | 15,866             |
| 2009年 | 7,764            | 15,696             |
| 2010年 | 7,744            | 15,666             |
| 2011年 | 7,653            | 15,486             |
| 2012年 | 7,674            | 15,528             |
| 2013年 | 7,888            | 15,962             |
| 2014年 | 7,671            | 15,498             |
| 2015年 | 7,716            | 15,645             |
| 2016年 | 7,548            | 15,281             |
| 2017年 | 7,707            | 15,618             |
| 2018年 | 7,688            | 15,578             |
| 2019年 |                  | 15,548             |

## 車站周邊
車站位於大野城市東南端，與市中心有一段距離。市內南邊主要是住宅區，也設有有巴士路線的據點。站前有一條狹窄的道路，周邊都是小規模商店。
- 福岡銀行下大利分店 - 西方約50米
- 大野城下大利郵局 - 西南方約100米
- 岩田屋（日语：岩田屋）沙龍下大利店 - 西南方約400米
- AEON下大利店（日语：イオン下大利店） - 西南方約350米
- 超級Cosmos藥品（日语：コスモス薬品）下大利店 - 北方150米
- 福岡縣立筑紫中央高等學校（日语：福岡県立筑紫中央高等学校） - 西方約300米
- 日和香幼稚園（日语：日和香幼稚園） - 西方約250米
- 下大利團地（日语：下大利団地） - 東方約200米
- JR鹿兒島本線水城站 - 南方約600米

## 巴士路線
巴士路線在舊西出口車站大樓前出發。另外，由於巴士站內沒有停車處，因此巴士到達此站落客後，會改變路線編號準備出發。（路線資料截至2013年3月16日）
- ■ 21　南丘線
  - 上大利→日之浦→小水城→南丘四角→小學前→南丘五丁目→牛頸→平野高地入口→平野高地→月之浦一丁目→月之浦縣營住宅前→月之浦三丁目→月之浦營業所
  - 白木原四丁目→瓦田→大野城市政廳→AEON大野城（日语：イオン大野城ショッピングセンター）
- ■ 22　南丘線（大佐野、天拜坂）
  - 上大利→日之浦→小水城→南丘四角→綠丘→平田→大佐野→天拜坂第二→杉塚公民館入口→塔之原→西鐵二日市
- ■ 23　杜鵑丘線
  - 上大利→日之浦→小水城→旭丘公園→青葉台→平田→杜鵑丘一丁目→南山手入口→杜鵑丘三丁目→南山手團地
  - 上大利→日之浦→小水城→旭丘公園→青葉台→平田→杜鵑丘一丁目→平野中學（日语：大野城市立平野中学校）→平野高地入口→平野高地→月之浦一丁目→月之浦縣營住宅前→月之浦三丁目→月之浦營業所

## 相鄰車站
西日本鐵道
■天神大牟田線
■特急
通過
■急行
春日原（T09）－下大利（T11）－西鐵二日市（T13）
■普通
白木原（T10）－下大利（T11）－都府樓前（T12）

## 注腳
1. ↑  天神大牟田線　連続立体交差事業に伴い「下大利駅東口」を移転します！（PDF）PDF（日語） - 西日本鐵道新聞稿，2013年2月12日
2. ↑  西鉄天神大牟田線（春日原～下大利）連続立体交差事業 （页面存档备份，存于）（日語）
3. ↑   (PDF). 西日本鐵道. 2017-01-24  [2017年3月20日]. （原始内容存档 (PDF)于2020-07-28） （日语）.
4. 1 2  れんりつニュース 第7号 令和2年度版PDF（日語） - 福岡市，2020年9月2日參閲。
5. 1 2  西鉄天神大牟田線（春日原 - 下大利）連続立体交差事業計画検証委員会についてPDF - 福岡県那珂県土整備事務所、2020年9月2日閲覧。
6. ↑  . 西日本鉄道株式会社.   [2021-01-14]. （原始内容存档于2021-01-29） （日语）.
7. ↑  福岡市統計書 （運輸・通信） 私鐵各站上下車人次

## 外部連結
- 下大利站（西鐵沿線web） （页面存档备份，存于）（日語）